# Noah Michel
Noah Michel (* 23. Mai 1995 in Lich) ist ein deutscher Fußballspieler.

## Laufbahn
Nach den Jugendstationen Sportfreunde Oberau, Rot-Weiß Erfurt und Eintracht Frankfurt wechselte Noah Michel im Sommer 2014 zum SSV Jahn Regensburg, wo er seinen ersten Profivertrag unterschrieb. Sein Profidebüt in der 3. Liga feierte er am 11. Spieltag der Saison 2014/15 am 24. September 2014, wo er kurz vor Schluss für Benedikt Schmid eingewechselt wurde. Regensburg verlor die Partie gegen Holstein Kiel mit 0:2. In der Winterpause 2015 wechselte der 19-Jährige zum FC Bayern Alzenau und im Sommer weiter zum SC Viktoria Nidda. Zur Saison 2018/19 unterschrieb Michel einen Vertrag beim FC Gießen. Von dort ging er im Januar 2020 weiter zu Türkgücü Friedberg.

## Privates
Neben seiner Karriere beim SSV Jahn absolvierte Noah Michel eine Ausbildung zum Kaufmann für Bürokommunikation.